# 細川道久
細川 道久（ほそかわ みちひさ、1959年 - ）は、日本の歴史学者。西洋史専攻。専門は、カナダ史・イギリス帝国史。学位は、博士（文学）（東京大学・論文博士・2005年）（学位論文「19世紀末～20世紀後半のカナダ社会におけるイギリス帝国のプレゼンスの意味とその変容――帝国記念日の分析を手がかりとして」）。鹿児島大学教授。

## 来歴
岐阜県生まれ。東海高等学校卒業。東京大学文学部西洋史学科卒、1988年同大学院人文科学研究科博士課程をへて、鹿児島大学法文学部助教授、2003年より教授。
2005年、「19世紀末～20世紀後半のカナダ社会におけるイギリス帝国のプレゼンスの意味とその変容――帝国記念日の分析を手がかりとして」で、東京大学より博士（文学）の学位を取得。 2008年、カナダ出版賞受賞。

## 著書

### 単著
- 『カナダ・ナショナリズムとイギリス帝国』刀水書房、2007年。
- 『カナダの歴史がわかる25話』明石書店、2007年。
- 『「白人」支配のカナダ史－－移民・先住民・優生学』彩流社、2012年。
- 『カナダの自立と北大西洋世界－－英米関係と民族問題』刀水書房、2014年。
- 『ニューファンドランド－－いちばん古くていちばん新しいカナダ』彩流社、2017年。

### 編著
- 山本正　共編著 編『コモンウェルスとは何か－－ポスト帝国時代のソフトパワー』ミネルヴァ書房、2014年。
- 編著 編『カナダの歴史を知るための50章』明石書店、2017年。

### 共著
- 秋田茂共著『駒形丸事件　インド太平洋世界とイギリス帝国』ちくま新書、2021年

### 訳書
- ヴァレリー・ノールズ『カナダ移民史－－多民族社会の形成』明石書店、2014年。
- ドミニク・クレマン『カナダ人権史－－多文化共生社会はこうして作られた』明石書店、2018年。

### 共訳書
- デイヴィッド・キャナダイン 著、平田雅博共 訳『虚飾の帝国－－オリエンタリズムからオーナメンタリズムへ』日本経済評論社、2004年。
- D.キャナダイン編 著、平田雅博, 岩井淳, 菅原秀二共 訳『いま歴史とは何か』ミネルヴァ書房、2005年。
- D・アーミテイジ 著、平田雅博,岩井淳,菅原秀二共 訳『独立宣言の世界史』ミネルヴァ書房、2012年。
- ロバート・フィリプソン 著、平田雅博,信澤淳,原聖,浜井祐三子,石部尚登共 訳『言語帝国主義－－英語支配と英語教育』三元社、2013年。
- D・アーミテイジ 著、平田雅博,山田園子,岡本慎平共 訳『思想のグローバル・ヒストリー』法政大学出版局、2015年。
- D・アーミテイジ 著、平田雅博共 訳『これが歴史だ！――21世紀の歴史学宣言』刀水書房、2017年。

### 論文
- 細川道久